# Scopula compararia
Scopula compararia là một loài bướm đêm trong họ Geometridae.